# Instant Family
Instant Family är en amerikansk familjefilm/dramakomedifilm från 2018. Filmen är regisserad av Sean Anders, som även har skrivit dess manus tillsammans med John Morris, och är delvis baserat på Anders egna erfarenheter kring adoption. I huvudrollerna finns Mark Wahlberg och Rose Byrne som två fosterföräldrar, som adopterar tre barn (tre syskon), spelade av Isabela Merced, Gustavo Escobar (då skriven under efternamnet Quiroz) och Julianna Gamiz. Andra skådespelare som medverkar i filmen, är bland annat Margo Martindale, Julie Hagerty, Tig Notaro och Octavia Spencer. 

## Handling
Pete och Ellie Wagner lever ett bekvämt liv utan barn, men börjar överväga adoption efter att ha insett att de kanske vill starta en familj. De anmäler sig till en kurs för blivande fosterföräldrar, ledd av de engagerade socialarbetarna Karen och Sharon. Under ett evenemang där potentiella föräldrar får träffa barn i behov av hem, möter de den femtonåriga Lizzie, en självständig och skarp tonåring. De får veta att Lizzie har två yngre syskon: den känslige tioåringen Juan och den envisa sexåringen Lita. För att hålla syskonen tillsammans beslutar sig paret för att ta hand om alla tre barnen.
Övergången till att bli en familj är allt annat än enkel. Lita vägrar äta annat än chips, Juan är extremt känslosam och olycksbenägen och Lizzie är motvillig att acceptera Pete och Ellie som föräldrar. Trots dessa utmaningar börjar de sakta bygga relationer. En vändpunkt sker när Juan skadar sig med en spikpistol, och Pete och Ellie visar äkta omsorg, vilket får Lizzie att börja mjukna. Genom gemensamma aktiviteter, som att riva ett kök tillsammans, och små ögonblick av närhet, börjar familjebanden stärkas.
Komplikationer uppstår när barnens biologiska mamma, Carla, släpps från fängelset och uttrycker en önskan att återförenas med sina barn. Hennes återkomst skapar oro och osäkerhet hos både barnen och fosterföräldrarna. Situationen förvärras när Lizzie inleder en olämplig relation med en äldre skolanställd, vilket leder till en konfrontation och rättsliga följder för Pete och Ellie.
Vid en domstolsförhandling lämnar Lizzie ett uttalande som framställer Pete och Ellie i negativ dager, vilket resulterar i att barnen återförs till Carla. Men när Carla misslyckas med att hämta barnen och det avslöjas att hon återfallit i drogmissbruk, inser Lizzie att hennes dröm om att återförenas med sin biologiska mamma inte är möjlig. Hon flyr i förtvivlan, men Pete och Ellie hittar henne, uttrycker sin ovillkorliga kärlek, och de återförenas som familj.
Fyra månader senare, under en ny domstolsförhandling, blir adoptionen av Lizzie, Juan och Lita officiell. Familjen firar tillsammans med släktingar och vänner, och barnen kallar nu Pete och Ellie för "pappa" och "mamma", vilket markerar början på deras nya liv tillsammans.

## Rollista
| Mark Wahlberg                                   | – Peter "Pete" Wagner       |
| Rose Byrne                                      | – Elinore "Ellie" Wagner    |
| Isabela Merced                                  | – Elizabeth "Lizzie" Wagner |
| Gustavo Escobar (krediterad som Gustavo Quiroz) | – Juan Wagner               |
| Julianna Gamiz                                  | – Lita Isabella Wagner      |
| Octavia Spencer                                 | – Karen                     |
| Tig Notaro                                      | – Sharon                    |
| Margo Martindale                                | – Farmor Sandy Wagner       |
| Julie Hagerty                                   | – Jan                       |
| Michael O'Keefe                                 | – Jerry                     |
| Tom Segura                                      | – Russ                      |
| Allyn Rachel                                    | – Kim                       |
| Iliza Shlesinger                                | – October                   |
| Valente Rodriguez                               | – Domare Rivas              |
| Charlie McDermott                               | – Stewart                   |
| Carson Holmes                                   | – Charlie                   |
| Nicholas Logan                                  | – Jacob                     |
| Joselin Reyes                                   | – Carla                     |
| Eve Harlow                                      | – Brenda                    |
| Andrea Anders                                   | – Jessie                    |
| Gary Weeks                                      | – Dirk                      |
| Joan Cusack                                     | – Mrs. Howard               |